# Харти, Джереми Джеймс
Джереми Джеймс Харти (англ. Jeremiah James Harty, 1 ноября 1853 года, Сент-Луис, США — 29 октября 1927 года, Лос-Анджелес, США) — католический прелат, архиепископ Манилы с 12 августа 1903 года по 16 мая 1916 года.

## Биография
Родился 1 ноября 1853 года в эмигрантской ирландской семье Эндрю Хартии и его жены Джулии в городе Сент-Луис, США. Окончил начальную школу, которой руководили священники из монашеской конгрегации Братья христианских школ. Среднее образование получил в иезуитском высшем колледже. В 1872 году окончил университет Сент-Луиса. После изучал теологию в колледже святого Винсента. 28 апреля 1878 года в возрасте 25 лет получил священническое рукоположение из рук архиепископа Филадельфии Патрика Джона Райана. Его первым приходом стал храм Святого Лаврентия в Сент-Луисе, где он служил викарием. Затем он служил в храме Святой Бригитты, в 1888 году был назначен настоятелем храма Святого Льва Великого.
12 августа 1903 года Римский папа Лев XIII назначил Джереми Хартии архиепископом Манилы. Стал первым американским иерархом манильской архиепархии. 15 августа 1903 года в Риме состоялось его рукоположение в епископа, которое совершил кардинал Франческо Сатолли в сослужении с титулярным архиепископом Лаодикеи Фригийской и секретарём Конгрегации по канонизации святых Диомеде Паничи и титулярным архиепископом Тианы Амилькаре Тониетти. 16 января 1904 года в кафедральном соборе Манилы состоялось его введение в должность митрополита.
Будучи ординарием архиепархии Манилы, встретился на Филиппинах с сильным националистическим и анти-иерархическим движением среди местного духовенства против американской оккупации. Во время испанского колониального владычества среди филиппинского духовенства образовались две противоборствующие партии. Местное духовенство в основном было епархиальным и принадлежали к расовой группе метисов, высшая же иерархия и монашество были в основном испанского происхождения. Местная католическая община также имела сильные анти-монашеские и анти-иерархические настроения в связи с подъёмом национально-освободительного движения за независимость от Испании.
Увидев, что в стране слабое развитие католических образовательных учреждений, обратился к генеральному настоятелю монашеской конгрегации Братьев христианских школ прислать на Филиппины монашествующих из этой конгрегации для организации школы «De La Salle school» в Маниле. 10 марта 1911 года в Манилу по его запросу в основанную им «De La Salle school» из Европы прибыли первые члены конгрегации Братьев христианских школ священники Пьер Бильмон, Алоизий Гонзага и Аугусто Корреге, благодаря деятельности которых «De La Salle school» была позднее преобразована в университет Де-Ла-Салле. Потом он обратился за помощью в организации католического образования к Римскому папе Пия X и на выделенные средства построил колледж Святой Терезы в Маниле.
16 мая 1916 года после 13 лет пребывания на Филиппинах он был назначен персональным архиепископом Омахи и отбыл на родину в США. Его преемником стал американский архиепископ Майкл Джеймс О’Доэрти
Будучи архиепископом Омахи, скептически относился к деятельности священника Эдварда Флэнегана и основанной им молодёжной организации «Boys Town». Конфликт между Джереми Харти и священником Эдвардом Флэнеганом показан в американском художественном фильме «Город мальчиков».
Скончался 29 октября 1927 года в Лос-Анджелесе.